# Music Sounds Better with You
«Music Sounds Better with You» es un sencillo y única canción publicada por el grupo musical de french house, Stardust, fue lanzado al aire el 20 de julio de 1998. Es una canción de estilo dance en la que aparece un sample de un riff de guitarra, este proveniente de la canción de 1981, «Fate» de la artista estadounidense Chaka Khan. Stardust estaba compuesta por los artistas: Thomas Bangalter, Alan Braxe y el vocalista, Benjamin Diamond; luego de la publicación del sencillo, la banda se separaría, mencionando que esto provocaba «cierta magia y misterio».
«Music Sounds Better with You» sería inicialmente publicada bajo el sello discográfico de Bangalter, Roulé; posteriormente se lanzaría una versión más larga bajo el sello Virgin Records acompañado con un video musical dirigido por Michel Gondry. Debutaría en el puesto número 2 en el UK Singles Chart el verano de 1998 y se mantendría en ese puesto durante 2 semanas, convirtiéndose en uno de los sencillos que más ventas recaudó de ese año. Este también se mantendría por 2 semanas en el puesto número 1, en el Dance Club Songs de Billboard. El sencillo recibiría buenas reseñas y sería nombrado como una de las mejores canciones de estilo dance.

## Grabación

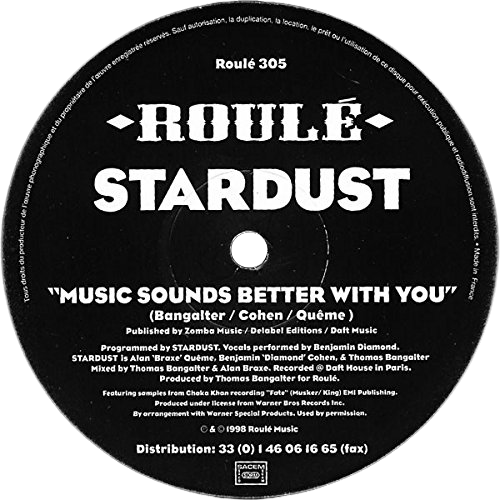
Parte central de la versión en vinilo del sencillo.

A mitades de la década de los 90, Alan Braxe se reuniría con Thomas Bangalter, que en ese entonces ya era parte del dúo Daft Punk, en la reunión Braxe le daría un demo de su canción «Vertigo»; Bangalter lanzaría el sencillo bajo el sello Roulé en 1997, sello del que era dueño. Luego de la publicación del sencillo, Braxe participaría en el Rex Club en París, junto a Bangalter en el teclado, y su amigo, Benjamin Diamond como vocalista. Ellos compondrían la primera versión de «Music Sounds Better With You» durante la participación, usando un sample en bucle de la canción de 1981 de Chaka Khan, «Fate», usando un E-mu SP-1200.
Luego de la participación, el grupo trabajaría en el sencillo, en el estudio de Bangalter, Daft House. Ellos añadirían bajos usando un sintetizador de la empresa Korg, tambores usando una caja de ritmos Roland TR-909, y un Piano Rhodes. Ellos juntarían el instrumental usando un sampler de la empresa Ensoniq, asignando diferentes teclas a cada parte del instrumental. La voz de Diamond sería comprimida posteriormente.
La letra de la canción sería escrita por todos los miembros del grupo; originalmente, la letra tendría más versos, los cuales serían removidos. Diamond explicaría que los versos removidos eran «como un mantra... algo que todos pudieran entender». Braxe recordaría al grupo escuchando la canción terminada, mencionando: «Estábamos muy contentos porque sentimos que logramos algo original y bastante nuevo en su forma.».

## Lanzamiento
«Music Sounds Better with You» sería lanzado por primera vez en vinilo bajo el sello discográfico de Bangalter, Roulé, a comienzos de 1998. Según Braxe, el sencillo confundiría al principio a los asistentes de clubs de baile en París.
El sencillo fue originalmente destinado para DJs, pero la demanda aumentaría luego de que el sencillo se distribuyera en el 1998 Miami WMC. Según el codirector de Roulé, Gildas Loaec, el DJ Pete Tong, locutor de BBC Radio 1, transmitiría el sencillo a todo Reino Unido, haciendo a esta la primera estación de radio en trasmitir el sencillo mediante radio. Loaec y Diamond, mencionarían que el sello Roulé, registraría ventas que iban de 250 000 a 400 000 copias del sencillo.
Bangalter no disfrutaría de la atención y la presión que el sencillo consiguió, ya que su sello Roulé era «un pasatiempo, una plataforma creativa». Fue así que Stardust firmaría un contrato con el sello discográfico, Virgin Records, haciendo que el sencillo consiguiera ventas de 2 millones de copias, tanto en formato de vinilo, como en CD de manera mundial. Virgin Records publicaría el sencillo en formato CD y casete únicamente en Reino Unido el 10 de agosto de 1998. En los Estados Unidos, el sencillo sería transmitido como contemporary hit radio el 15 de septiembre de 1998, seguido de una versión comercial lanzada el 22 de septiembre. La canción estaría en el puesto número 1 en el Dance Club Songs de Billboard durante 2 semanas y conseguiría el puesto 62 en el Billboard Hot 100. La canción también aparecería entre las primeras canciones en listas musicales de Grecia y España; el sencillo conseguiría también estar entre el Top 10 en al menos nueve países. El sencillo conseguiría discos de platino en Australia y Reino Unido, y discos de oro en Bélgica y Francia.

## Videoclip
El videoclip de «Music Sounds Better with You» sería dirigido por Michael Gondry. En el videoclip, un niño construye una maqueta de una avioneta, mientras que los miembros de Stardust, disfrazados con trajes y con las caras pintadas de color plata, aparecen en televisión. DJ Magazine describiría el videoclip como «encantador» y «de ensueño». En cambio, para la revista promotora Insomniac, el escritor Jonny Coleman escribiría que el videoclip «ayuda a reforzar la noción de que se supone que todo este concepto de Stardust existe en algún otro espacio liminal familiar pero extraño, algo fantasmal pero aún cálido y acogedor».

## Crítica
John Bush de AllMusic describiría a «Music Sounds Better with You» como «uno de los sencillos de dance más irresistibles y sublimes de la década». Larry Flick, escritor de la revista Billboard, elogiaría la canción, mencionando que es una canción pegajosa, así como elogios al vocalista Benjamin Diamond; por su parte, la editora Annabel Ross, de Billboard mencionaría que el sencillo es «sublime en su simpleza» y aclaró que es una de las mejores canciones de dance de todos los tiempos. Bruce Tantum de DJ Magazine escribiría que la canción «no hace mucho de nada, realmente, ni tiene que hacerlo. Existe en un estado de perfección que da placer.
En 2011, la revista Mixmag declararía que el sencillo está en el puesto 11 de las mejores canciones dance de todos los tiempos, y en 2013, apareciendo en el puesto 6 de las mejores canciones. Pitchfork clasificaría a «Music Sounds Better with You» en el puesto número 46 en la lista de las mejores canciones de los años 90, posterior a ello sería incluido en The Pitchfork 500. En 2011, Slant Magazine clasificaría el sencillo, poniéndolo en el puesto número 99 en la lista de los 100 mejores sencillos de los años 90. En 2012, Porcys clasificaría el sencillo como el mejor sencillo de la década. En 2017, BuzzFeed declararía que es la 72da mejor canción de estilo dance de los años 90.

## Legado
Según Billboard, Virgin Records ofrecería a Bangalter 3 millones de dólares estadounidenses para producir un álbum musical bajo el nombre de Stardust. El grupo crearía entre 5 y 6 demos, pero decidirían mantener a Stardust como un one-hit wonder. Braxe añadiría que no pensaban en publicar las demos, diciendo: «Creo que le da al sencillo cierta magia y misterio.» Excluyendo la aparición de Stardust en el Rex Club en París, Stardust haría aparición en conciertos una sola vez, siendo este en un set de 30 minutos en el Borealis festival en Montpellier, Francia.
Luego de la disolución del grupo, Diamond y Braxe reanudarían sus carreras como artistas en solitario; Diamond declararía que era difícil para el regresar a su estilo musical original luego de la participación en Stardust, al punto que el sello discográfico, Sony Music, lo presionaría con el fin de que Diamond publicara música similar a «Music Sounds Better with You». Bangalter continuaría su carrera en conjunto con Guy-Manuel de Homem-Christo en el grupo Daft Punk. Daft Punk añadiría a «Music Sounds Better with You» en una de las canciones usadas durante la gira musical Alive 2006/2007.
En 2011, la banda estadounidense Big Time Rush usaría a la canción como sample, para la canción Music Sounds Better with U. El sencillo sería incluido en el videojuego de 2013, Grand Theft Auto V. En 2018, Stardust remasterizaría la canción para su vigésimo aniversario; sería reeditado por el sello Because Music y posteriormente añadido a plataformas de streaming.

## Lista de canciones
| Sencillo 12 pulgadas |                                |          |  |
| N.º                  | Título                         | Duración |  |
| 1.                   | «Music Sounds Better with You» | 6:48     |  |
| 6:48                 |                                |          |  |

| Sencillo en CD (Europa y Australia) |                                                    |          |  |
| N.º                                 | Título                                             | Duración |  |
| 1.                                  | «Music Sounds Better with You (radio edit)»        | 4:21     |  |
| 2.                                  | «Music Sounds Better with You (12-inch club mix)»  | 6:48     |  |
| 3.                                  | «Music Sounds Better with You (Bob Sinclar Remix)» | 6:46     |  |
| 17:45                               |                                                    |          |  |

| Sencillo en CD (Estados Unidos) |                                                                     |          |  |
| N.º                             | Título                                                              | Duración |  |
| 1.                              | «Music Sounds Better with You (radio edit)»                         | 4:21     |  |
| 2.                              | «Music Sounds Better with You (12-inch club mix)»                   | 6:48     |  |
| 3.                              | «Music Sounds Better with You (Bibi & Dim's Anthem from Paris Mix)» | 10:28    |  |
| 4.                              | «Music Sounds Better with You (Chateau Flight Remix)»               | 7:14     |  |
| 28:51                           |                                                                     |          |  |

| Music Sounds Better with You Remixé EP |                                                                       |          |  |
| N.º                                    | Título                                                                | Duración |  |
| 1.                                     | «Music Sounds Better with You (Bibi & Dimitri Anthem from Paris Mix)» | 10:28    |  |
| 2.                                     | «Music Sounds Better with You (DJ Sneak's 32 on Red Dub Mix)»         | 5:40     |  |
| 3.                                     | «Music Sounds Better with You (Chateau Flight Remix)»                 | 7:14     |  |
| 4.                                     | «Music Sounds Better with You (DJ Sneak's 32 on Red Mix)»             | 8:16     |  |
| 31:38                                  |                                                                       |          |  |

| Relanzamiento en 2019 |                                             |          |  |
| N.º                   | Título                                      | Duración |  |
| 1.                    | «Music Sounds Better with You»              | 6:43     |  |
| 2.                    | «Music Sounds Better with You (radio edit)» | 4:20     |  |
| 11:03                 |                                             |          |  |

## Personal
Stardust
- Thomas Bangalter - bajo, producción, composición, mezcla
- Alan Braxe - producción, composición, mezcla
- Benjamin Diamond - vocales, composición

Músicos adicionales
- Dominic King - composición
- Frank Musker - composición
- Chaka Khan - sample

## Clasificaciones y certificaciones
| Región         | Lista                    | Posición |
| -------------- | ------------------------ | -------- |
| Alemania       | GfK                      | 26       |
| Australia      | ARIA                     | 4        |
| Austria        | Ö3 Austria Top 40        | 24       |
| Bélgica        | Ultratop 50 Flandes      | 18       |
| Bélgica        | Ultratop 50 Valonia      | 12       |
| Canadá         | Nielsen SoundScan        | 2        |
| Canadá         | RPM                      | 5        |
| Dinamarca      | IFPI                     | 17       |
| Escocia        | Official Charts Company  | 2        |
| España         | Promusicae               | 1        |
| Estados Unidos | Billboard Hot 100        | 62       |
| Estados Unidos | Dance Club Songs         | 1        |
| Estados Unidos | Dance Singles Sales      | 2        |
| Europa         | European Hot 100 Singles | 5        |
| Francia        | SNEP                     | 10       |
| Grecia         | IFPI                     | 1        |
| Islandia       | Fókus                    | 4        |
| Irlanda        | IRMA                     | 5        |
| Italia         | Musica e dischi          | 4        |
| Noruega        | VG-lista                 | 14       |
| Nueva Zelanda  | Recorded Music NZ        | 8        |
| Países Bajos   | Nederlandse Top 40       | 16       |
| Países Bajos   | Single Top 100           | 15       |
| Suecia         | Sverigetopplistan        | 27       |
| Suiza          | Schweizer Hitparade      | 7        |
| Reino Unido    | UK Singles Chart         | 2        |

| Región       | Lista (1998)        | Posición |
| ------------ | ------------------- | -------- |
| Australia    | ARIA                | 36       |
| Bélgica      | Ultratop 50 Flandes | 94       |
| Bélgica      | Ultratop 50 Valonia | 76       |
| Canadá       | RPM                 | 15       |
| Europa       | Eurochart Hot 100   | 30       |
| Francia      | SNEP                | 30       |
| Islandia     | Íslenski Listinn    | 77       |
| Países Bajos | Nederlandse Top 40  | 60       |
| Países Bajos | Single Top 100      | 74       |
| Reino Unido  | OCC                 | 11       |
| Suecia       | Sverigetopplistan   | 100      |
| Suiza        | Schweizer Hitparade | 48       |

| Región      | Lista (1999) | Posición |
| ----------- | ------------ | -------- |
| Reino Unido | Music Week   | 37       |

| Región            | Certificación | Ventas  |
| ----------------- | ------------- | ------- |
| Mundial           | –             | 2 000   |
| Australia (ARIA)  | Platino       | 600 000 |
| Bélgica (BEA)     | Oro           | 25 000  |
| Francia (SNEP)    | Oro           | 125 000 |
| Estados Unidos    | –             | 140 000 |
| Reino Unido (BPI) | Platino       | 600 000 |